# Bartolomé Porredón
Bartolomé Porredón y Cirera, más conocido como Ros de Eroles (Oliana, 1796-Cervera, 1847) fue un militar español carlista. 

## Biografía
Bartolomé Porredón nació en una pequeña casa de campo llamada de Eroles, perteneciente a la parroquia de Castell-llebre y a la villa de Peramola. De acomodada familia, se dedicó al cultivo del patrimonio paterno, hasta que en 1822 ingresó en las filas realistas animado por un cura que era tío suyo y peleando contra los constitucionales llegó a obtener el empleo de capitán. Terminada aquella campaña con el triunfo de los realistas, se retiró Ros de Eroles a Oliana, de donde fue desterrado a Ceuta por haber tomado parte en la prematura conspiración de 1827.
Al morir Fernando VII, se lanzó de nuevo al campo, organizando y equipando a sus costas un batallón carlista, a cuyo frente se puso. Demostró sus dotes de guerrillero combatiendo y venciendo a fuerzas diez veces superiores a las suyas en número y armamento. En ocasiones logró éxitos militares sin municiones ni víveres, acosado por varias columnas y acogido a las fragosidades de los montes. Se distinguió en las acciones de Prats de Llusanés, Muyol, Oliana, Torá, Solsona, San Lorenzo de Morunys, Pons, Biosca, Cardona, Rialp, Ripoll, Castelltersol y Puigcerdá. Ascendió a general después de haber mandado la primera división de infantería carlista, con la que hizo una excursión a través de Aragón. Después del convenio de Vergara emigró a Francia.
En 1847 fue de los primeros jefes carlistas que se lanzaron de nuevo al campo. Entró en Cervera, donde cayó gravemente enfermo. Los voluntarios liberales lo descubrieron y lo asesinaron a bayonetazos mientras se hallaba en la cama.